# 麦乐义
麦乐义博士（Herbert James Molony，1865年6月2日—1939年7月22日）是一位圣公会传教士。
1865年6月2日，麦乐义出生于爱尔兰都柏林，就读于利明顿学校和剑桥大学彭布罗克学院。1888年他接受按立。他担任纽卡斯尔圣司提反教堂牧师，然后成为英国圣公会差会传教士，前往印度Mandla和那格浦尔传教。1907年，他被任命为圣公会浙江教区主教，担任此职位长达20年。他回到英格兰，任特斯顿的牧师到1937年。他于1939年7月22日去世。